# Ebulobo
Der Schichtvulkan Ebulobo liegt im südlich-zentralen Teil der Insel Flores. Er besteht aus Andesit und Basalt.

## Quelle
- Ebulobo im Global Volcanism Program der Smithsonian Institution (englisch)